# شرکت بیمه عمر چین
شرکت بیمه عمر چین (به انگلیسی: China Life Insurance Company) شرکت خدمات مالی چینی است، که در زمینه ارائه انواع خدمات بیمه، شامل بیمه عمر و بیمه‌های درمانی فعالیت می‌کند.
شرکت بیمه عمر چین در سال ۲۰۰۳ تأسیس شد. دفتر مرکزی این شرکت در شهر پکن قرار دارد و بخشی از سهام آن در بازارهای بورس نیویورک، بورس شانگهای و بورس هنگ‌کنگ معامله می‌شود.
شرکت بیمه عمر چین هم‌اکنون با ارزش بازار سرمایه ۱۲۹ میلیارد دلار، جلوتر از شرکت‌هایی چون گروه آی‌ان‌جی، آلیانتس و آکسا، پس از گروه بین‌المللی آمریکایی (با ارزش بازار ۱۸۶ میلیارد دلار) در رتبه دوم از بزرگترین شرکت‌های بیمه جهان قرار دارد.